# Japanischer Hummer
Der Japanische Hummer (Metanephrops japonicus) ist eine Art der Zehnfußkrebse aus der Familie der Hummerartigen (Nephropidae). Sie ist an der Pazifikküste Japans heimisch und als Meeresfrucht Bestandteil der Japanischen Küche.

## Merkmale
Japanische Hummer erreichen Körperlängen von 9 bis 12 cm, wobei die Länge des Carapax von 3 bis 7 cm reicht. Maximal möglich scheint eine Körperlänge von bis zu 20 cm. Seine Färbung ist gänzlich orange-rot. Albinismus wurde beobachtet. Die beiden Antennenpaare sind deutlich rot, die Scherenspitzen sowie Grate auf den Schreitbeinen sind weiß.
Das spitze Rostrum ragt weit über die Augen sowie die Basen der Antennen (antennal peduncle) hinaus und besitzt bis zu sechs asymmetrische, spitze Zähne. Der Carapax hat jeweils an den Flanken einen prominenten Stachel (upper hepatic spine). Die Scheren des ersten Schreitbeinpaares sind gewöhnlich ungleich. Sie haben eine länglich-schlanke Form und sind dicht gezahnt mit großen Stacheln.
Charakteristisches Merkmal der Japanischen Hummer sind die rückenseitig auffälligen Grate des Abdomens und ein bogenförmiges Horn (supraorbital horn) auf dem Rostrum. Generell ist die Strukturierung des Carapax und Abdomens im Vergleich zu anderen Arten der Gattung stark ausgeprägt. Der Japanische Hummer ist leicht mit Metanephrops sagamiensis zu verwechseln.
Die Eier haben eine grünlich-blaue Färbung und werden zum Schlupf hin weiß. Japanische Hummer schlüpfen als Präzoea-Larve und besitzen eine Carapaxlänge von etwa 3 mm und eine Gesamtkörperlänge von 9 mm. Carapax, Rostrum und Abdomen sind glatt und es fehlen noch die charakteristischen Dornen bzw. Grate. Allen Exopoditen der Schreitbeine fehlen die Setae. Ein Zoea-Larvenstadium fehlt, nach einer Häutung sind Japanische Hummer bereits als Post-Larve bzw. Megalopa anzusprechen.
Unter Laborbedingungen dauert ein Häutungsvorgang 23 Minuten, wobei die Längenzunahme des Carapax 12,8 % beträgt.

## Verbreitung und Nutzung
Japanische Hummer sind an der Pazifikküste Japans endemisch. Das Verbreitungsgebiet reicht von Chōshi bis zur Insel Kyūshū, wobei die Art in Meerestiefen von 200 m bis 440 m lebt. Sie ist Teil des Benthos und vor allem auf schlammigen Meeresgrund zu finden.
Der Japanische Hummer wird in seinem gesamten Verbreitungsgebiet mit Trawlern befischt, da er als Delikatesse geschätzt wird. Trotz dieser Nutzung und einem regionalen Rückgang der Fangerträge ist eine Gefährdung aufgrund mangelnder Datenlage nicht bekannt. Aquakulturen werden nicht genutzt, eine Aufzucht von Larven und deren Aussetzen ist Gegenstand der Forschung.

## Taxonomie
Erstbeschrieben wurde der Japanische Hummer von Cesare Maria Tapparone-Canefri im Jahr 1873 als Nephrops japonicus. Der Japanische Hummer ist Typspezies der Gattung Metanephrops.